# Ferrocarril Santander-Mediterráneo
El ferrocarril Santander-Mediterráneo fue un proyecto ferroviario español de comienzos del siglo XX que pretendía unir los puertos marítimos de Santander y Valencia. Las obras llegaron a durar varias décadas, pero el proyecto nunca se completó en su totalidad. En ocasiones el trazado es denominado como la línea Calatayud-Cidad Dosante, por ser la sección que sí llegó a entrar en servicio.
La línea férrea propuesta buscaba establecer una conexión entre los puertos de Santander y Valencia, dando así salida por mar a las mercancías procedentes de las provincias interiores por las que estaba previsto que circulara el trazado. Las obras en un principio fueron llevadas a cabo por la Compañía del Ferrocarril Santander-Mediterráneo, desarrollándose estas a buen ritmo durante la década de 1920. En los proyectos iniciales también estuvo prevista la conexión en Santander con el ferrocarril Astillero-Ontaneda, de vía estrecha. Para 1930 se había finalizado la construcción del trazado comprendido entre Calatayud y Cidad de Valdeporres, pero por diversos avatares se paralizaron las obras. Durante el transcurso de la Guerra Civil la línea fue utilizada profusamente con fines militares.
Tras el final de la contienda, en 1941 el trazado se integró en la red de la recién creada RENFE. En esa época el régimen franquista revivió los planes para completar la línea y dio comienzo a los trabajos de construcción en la provincia de Santander. Sin embargo, en 1959 todo el proyecto fue paralizado por las autoridades y nunca llegó a completarse. La parte del ferrocarril que sí se llegó a completar, de 367 km de longitud, estuvo operativa durante varias décadas. En enero de 1985 la línea fue cerrada al tráfico en su práctica totalidad debido a la falta de rentabilidad económica. Años después se decretaría el levantamiento de la vía. Solo algunos tramos de carácter local han permanecido en servicio, mientras que otros permanecen abandonados o se han adaptado dentro de un proyecto de vía verde.
Para la construcción del ferrocarril se llegaron a levantar varias decenas de estaciones, así como numerosos puentes, túneles, etc. En esta línea inconclusa el túnel de La Engaña, de 6976 metros de longitud, ha sido hasta fechas recientes el túnel ferroviario español de mayor longitud.

## Historia

### Orígenes y construcción
Desde 1866 el puerto de Santander se encontraba enlazado por ferrocarril con Castilla la Vieja a través de la línea Palencia-Santander. Durante el último tercio del siglo XIX se planteó la construcción de nuevos trazados que conectaran Santander con Burgos y otros puntos de la Meseta, aunque ninguno de estos proyectos llegaría a prosperar. No sería hasta la promulgación de la Ley de Ferrocarriles Secundarios del 26 de marzo de 1908 que se puso en marcha un nuevo proyecto, impulsado por varias diputaciones. Se presentó un nuevo estudio, realizado por el ingeniero Ramón de Aguinaga Arrechea, que preveía unir por vía estrecha Burgos con Calatayud a través de Soria, y Burgos con Ontaneda a través de Trespaderne, Villarcayo y Cabañas de Virtus. En Ontaneda enlazaría con el ya construido ferrocarril Astillero-Ontaneda, de vía estrecha. Por su parte, en Calatayud había enlaces ferroviarios con las líneas Madrid-Zaragoza y Calatayud-Valencia, de ancho ibérico.
Ambos proyectos fueron presentados al Ministerio de Fomento a finales de 1910, resultando aprobados el ferrocarril de Burgos a Calatayud, en octubre de 1912, y el ferrocarril de Burgos a Ontaneda, en octubre de 1913. Sin embargo, el estallido de la Primera Guerra Mundial en julio de 1914 paralizó el comienzo de las obras, las cuales quedarían temporalmente interrumpidas durante los siguientes años. Acabada la contienda mundial, el Ministerio de la Guerra solicitó al de Obras Públicas que se revisara este proyecto y que la prevista línea férrea se realizara en ancho ibérico. Este nuevo proyecto sería presentado en 1921. Tres años después, en septiembre de 1924, el Estado otorgó la concesión del ferrocarril Ontaneda-Calatayud a la recién creada Compañía del Ferrocarril Santander-Mediterráneo.
La construcción de la línea fue acometida en varios tramos, entre 1925 y 1930. Las obras inicialmente no tropezaron con dificultades y, de hecho, avanzaron a muy buen ritmo. El primer tramo abierto al servicio fue el de Burgos-Cabezón de la Sierra, en agosto de 1927. Le seguirían otros tramos: Burgos-Peñahorada, en agosto de 1928; Cabezón de la Sierra-Soria, en enero de 1929; Soria-Calatayud, en octubre de 1929; Peñahorada-Trespaderne, en noviembre de 1929; y Trespaderne-Cidad, en noviembre de 1930. A lo largo del trazado se construirían numerosos puentes y túneles para salvar los accidentes geográficos. Se levantaron más de treintena de estaciones y apartaderos, de entre las cuales sobresalían las de Soria-Cañuelo, Burgos-San Zoles, Salas de los Infantes o Villarcayo.
Tras completarse los trabajos del tramo comprendido entre Trespaderne y Cidad de Valdeporres, la compañía propietaria no emprendió la construcción del resto del trazado previsto en territorio santanderino, por lo que desde 1930 la prolongación de la línea quedó detenida. Por un lado estaban los problemas de índole económico, ya que la coyuntura que siguió al Crac de 1929 limitó mucho los movimientos de la compañía. Por otro lado, el trazado escogido entre Burgos y Santander suscitó no pocas críticas en la época por las numerosas dificultades técnicas que entrañaba su construcción. Hubo voces que también señalaron las posibles incompatibilidades que habría en el enlace del Santander-Mediterráneo, de ancho ibérico, con un ferrocarril de vía estrecha como el Astillero-Ontaneda. A todo esto se suma el hecho de que en 1927 se habían cambiado varios aspectos de la concesión ferroviaria, señalándose que el Estado podría modificar el trazado del tramo comprendido entre Cidad y Ontaneda, redirigiéndolo directamente hasta Santander.

### Irregularidades
Ya en su época la concesión del Estado para la construcción del ferrocarril Santander-Mediterráneo estuvo envuelta entre acusaciones de corrupción. A juicio del historiador Manuel Tuñón de Lara, dicha concesión se habría otorgado en unas condiciones «excepcionalmente favorables» a los beneficiarios. A ello se une la presencia en el consejo de administración de la compañía ferroviaria de algunas figuras estrechamente ligadas con el poder y el paradero desconocido de un buen número de acciones «liberadas» de la empresa, circunstancias que darían lugar a no pocos comentarios en su época. En marzo de 1930 el político socialista Indalecio Prieto, durante un discurso que pronunció en el Ateneo de Madrid, llegó a denunciar la situación y acusó al rey Alfonso XIII de haber intervenido en la concesión ferroviaria. Tras la proclamación de la Segunda República, en 1931, la cuestión del ferrocarril Santander-Mediterráneo llegó a ser tratada por la Comisión de Responsabilidades de las Cortes republicanas. A finales de 1933 el caso sería traspasado al Tribunal Supremo, que tiempo después acabaría decretando el sobreseimiento del sumario.

### Explotación
Para finales de 1930 la totalidad del trazado construido ya se encontraba abierta al tráfico. Una vez se puso en marcha el trazado ferroviario comprendido entre Cidad/Dosante y Calatayud, se dio la circunstancia de que la Compañía del Ferrocarril Central de Aragón —controlada a su vez por la compañía «Norte»— comenzó a desviar sus tráficos de pasajeros y mercancías mediante la construcción de un nuevo ramal entre Zaragoza y Caminreal (inaugurado en 1933). Ello supuso una merma considerable en el posible movimiento de pasajeros y mercancías a través del ferrocarril Santander-Mediterráneo, que vio frustarse la que había sido una de las razones de su nacimiento. Por otro lado, a pesar de que el tramo a Santander no se llegó a construir, en Cidad-Dosante la línea mantenía una conexión con el ferrocarril de La Robla, de vía estrecha. Esta circunstancia permitiría que, a partir de 1933, se produjera un transbordo del carbón procedente de La Robla hacia la línea del Santander-Mediterráneo, con un importante aumento del tráfico. A pesar de ello, la crisis económica de aquellos años marcó que el tráfico de pasajeros y mercancías fuera menor a las expectativas iniciales.
Durante el transcurso de la Guerra Civil la línea fue muy utilizada para el transporte de tropas y material bélico, cumpliendo un importante papel para el Bando sublevado. Si en 1936 en esta línea habían sido transportados 6,4 millones de viajeros/kilómetro, al año siguiente la cifra se duplicaría hasta los 12,7 millones y alcanzarían los 21,7 millones en 1939. También se incrementó de forma considerable el volumen de mercancías transportado, en especial las mercancías de Gran Velocidad. Ello supuso que la explotación de la línea pasara de la situación de déficit que había imperado el período 1930-1935 a un claro superávit en 1936-1939. De estos años también es reseñable la construcción, en 1938, de una vía de empalme en la estación de Cidad-Dosante para facilitar los transbordos con el ferrocarril de La Robla, que transitaba de forma paralela y contaba con una estación en las cercanías. Ello significó un aumento en el tráfico de carbón procedente de La Robla. 

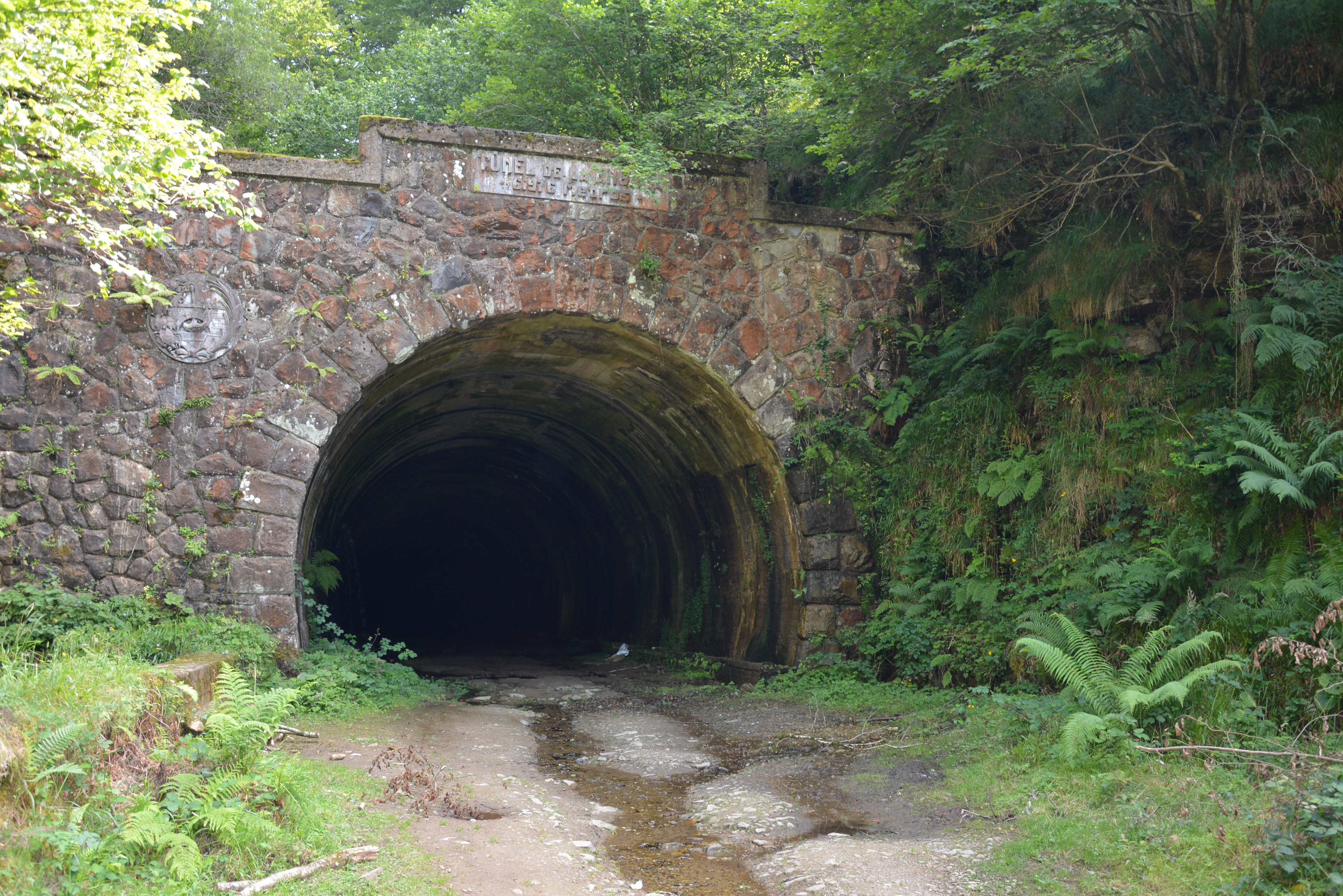
Boca norte del túnel de La Engaña, fotografiada en el año 2015.

En 1941, con la nacionalización del todas las líneas férreas de ancho ibérico, el ferrocarril Santander-Mediterráneo quedó integrado en la red de RENFE. Así mismo, el Estado decidió completar su construcción. En mayo de 1941 se acordó la continuación del trazado por tierras santanderinas siguiendo la ruta Santelices-Boo, con una longitud de 63 kilómetros. Esto suponía desechar la conexión desde Cidad-Dosante. Los trabajos avanzaron muy lentamente y acabaron alargándose cerca de dos décadas, en parte por la difícil orografía presente en la zona y en parte por las dificultades económicas de la posguerra. En ese tiempo se construyeron importantes obras de fábrica, como el puente-viaducto sobre el río Nela o el túnel de La Engaña, que tenía una longitud de 6976 metros. La construcción de esta infraestructura, considerada en su época como el túnel más largo de España, duró 17 años. Así mismo, se levantaron varias estaciones: Valdeporres, Engaña, Yera y Boo.
Todos los trabajos de prolongación fueron paralizados en 1959, en el contexto de recortes de gasto público que impuso el Plan de Estabilización. En aquel momento, solo faltaban por construir unos 35 kilómetros del trazado y realizar el tendido de vías en todo el tramo. A pesar de las obras que ya se habían realizado en la zona, y de que incluso algunas estaciones de este tramo ya habían sido construidas, la continuación del ferrocarril nunca llegó a concluirse y quedó abandonada.
Durante las décadas de 1960 y 1970 el Estado levantó silos de trigo en torno a varias estaciones de la línea, por lo que se habilitaron vías de apartadero con el fin de facilitar la conexión con estas instalaciones. En 1966 el tramo entre Cidad–Dosante y Villarcayo fue clausurado al tráfico de viajeros, aunque se mantuvo abierto a la circulación de convoyes de mercancías. Desde ese momento los servicios de pasajeros solo llegarían hasta la estación de Villarcayo. A comienzos de la década de 1970 se construyó un ramal que enlazaba la línea Santander-Mediterráneo con el polígono industrial de Villalonquéjar, cerca de Burgos, enfocado al tráfico de mercancías. La bifurcación del ramal fue establecida en el punto kilométrico 259, pasada la estación de Burgos en dirección a Cidad-Dosante. Esta intervención contrastó con la situación del resto del trazado, cuya infraestructura apenas si había sido sometida a mejoras o modernizaciones por parte de RENFE. Coincidiendo con el declive general que vivió la línea, a partir de esta época muchas de las estaciones comenzaron a ser reclasificadas como apeaderos sin personal y se les retiraron las vías de sobrepaso.

### Clausura

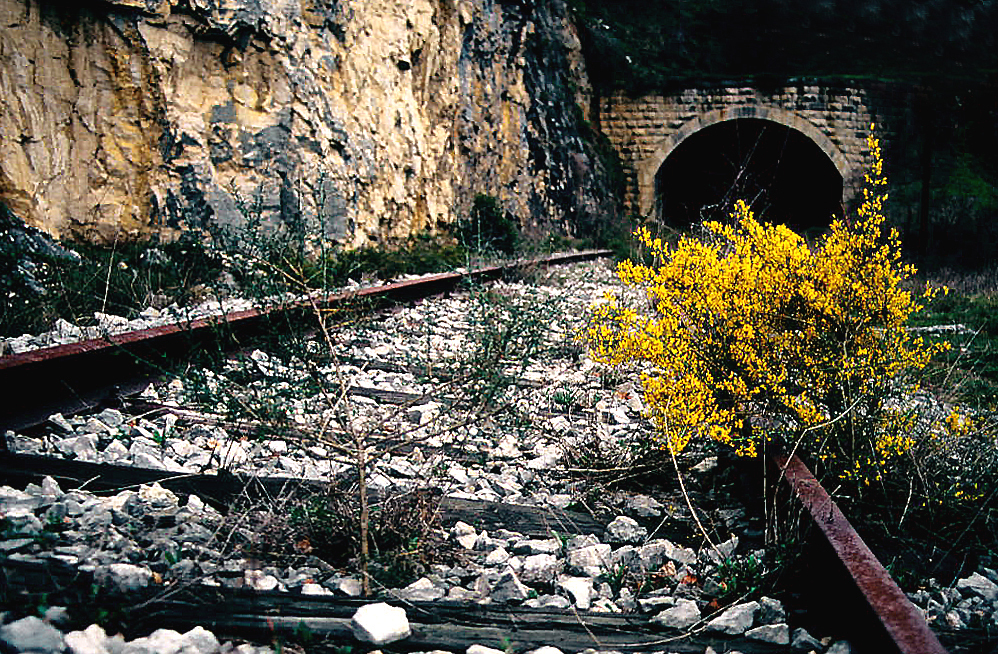
Vista del ferrocarril abandonado cerca de Puentedey, en 1996.

En enero de 1985 la línea fue clausurada al tráfico de pasajeros, aunque todavía se mantuvo abierta al tráfico de mercancías durante algún tiempo. Esta medida se enmarcó en la decisión del entonces ministro de Transportes, el socialista Enrique Barón, de clausurar todas aquellas líneas deficitarias que no cubrieran el 23 % de los gastos de explotación que generaban. Se clausuraron al tráfico la mayor parte de los tramos todavía operativos del Santander-Mediterráneo, junto a otros ferrocarriles transversales como el Plasencia-Astorga, el Guadix-Almendricos o el Valladolid-Ariza. No obstante, durante algunos años todavía circularían algunos convoyes de mercancías de ámbito local. En 1995 el gobierno autorizó el levantamiento de la vía, por lo que desde entonces la mayor parte de la línea ha sido progresivamente desmantelada. Solo algunos pequeños tramos de ámbito local permanecen en servicio, mientras que otros se han adaptado como vías verdes. 
Del trazado se mantienen operativos el ramal que da acceso al polígono industrial de Villalonquéjar y la estación de Soria-Cañuelo. También ha sido preservada la estación de Salas de los Infantes y un pequeño tramo hasta Castrillo de la Reina. Sin embargo, muchas estaciones de la línea se encuentran abandonadas, sin uso o en grave estado de deterioro. Otras, como las de Brizuela, Trespaderne, Oña o Rabanera del Pinar, han sido reacondicionadas como centros de turismo rural.

## Reconversión de la línea
Desde que se cerró la línea en 1985, muchos han sido los proyectos de rehabilitarla. En el mismo año 1985 la consultora INECO presentó una propuesta para realizar un nuevo acceso ferroviario de Asturias a Cantabria y el valle del Ebro, aprovechando para ello buena parte de la obra realizada del Santander-Mediterráneo. Tras la entrada de España en la OTAN también se planteó la posibilidad de reutilizar el ferrocarril para usos estratégicos de carácter militar. Así mismo, se llegó a sugerir el uso de las infraestructuras para trenes turísticos. Sin embargo, ninguna de estas posibilidades llegó a materializarse antes del desmantelamiento de la línea a comienzos del siglo XXI. Desde esa fecha se ha venido trabajando en construir una vía verde reutilizando los tramos de vía desmantelados.

## Trazado y características
El trazado que llegó a entrar en servicio tuvo una longitud de 366,555 kilómetros. Las vías estaban equipadas con carriles de acero y traviesas de madera de roble creosotadas —lo cual constituyó una novedad para los ferrocarriles españoles de la época—. Esta línea también fue pionera en cuanto a la inclusión de postes de hormigón en los que figuraban el kilometraje; estas señalizaciones estaban situadas cada cien metros a lo largo del trayecto y se encontraban plantadas a un metro del carril. A lo largo del trazado se construyeron más de una docena de túneles y más de cuarenta puentes, todos ellos de estructura metálica. Entre las principales infraestructuras de este tipo se encontraban el puente sobre el río Duero, en Soria, y el puente sobre el río Ebro cerca de Trespaderne. Todos los túneles y obras de fábrica estaban preparados para una posible instalación de doble vía.
En su momento el ferrocarril Santander-Mediterráneo llegó a estar enlazado con otros trazados pertenecientes a la red general. En Calatayud empalmaba con las líneas Madrid-Barcelona y Calatayud-Caminreal, mientras que en Soria lo hacía con la línea Torralba-Castejón. En Burgos existían conexiones con las líneas Madrid-Hendaya y Madrid-Burgos. En el municipio burgalés también se habilitó un ramal que enlazaba con el parque industrial de Villalonquéjar.
En total, la línea llegó a contar con treinta y dos estaciones, dieciséis apartaderos y nueve apeaderos. Las estaciones tenían equipamiento básico compuesto por un edificio de viajeros y almacén de mercancías. Los principales recintos fueron los de Calatayud-Ribota, Soria-Cañuelo, Burgos-San Zoles, Salas de los Infantes o Villarcayo, que disponían de instalaciones especiales como depósitos de agua, cocheras para locomotoras, placas giratorias, talleres, etc. La estación más importante de todo el trazado era la de Soria-Cañueño, que disponía de un depósito de locomotoras, talleres y una amplia playa de vías. En un principio estaba previsto que en Villarcayo se situaran los talleres generales de la línea, si bien esta posibilidad nunca se llegó a materializar.

## Polémicas y debates sobre el ferrocarril
Desde los tiempos de la dictadura de Primo de Rivera la construcción del ferrocarril ha sido motivo de numerosas polémicas. Tal y como ha señalado Kenneth M. Dobeson, la cuestión del ferrocarril Santander-Mediterráneo ha dado lugar a un gran número de estudios técnicos, folletos, conferencias y campañas reivindicativas. No han faltado quienes han achacado a la rivalidad entre Santander y Bilbao como causa de que el ferrocarril no se finalizase. Ya en marzo de 1936, con el ferrocarril Santander-Mediterráneo todavía inconcluso, se había creado una comisión ministerial para estudiar la posibilidad de construir una bifurcación que permitiera un enlace con el puerto de Bilbao. Kenneth M. Dobeson apunta a la posibilidad de que los nacionalistas vascos estuvieran tras esta maniobra, llegando a realizarse un proyecto que preveía una conexión entre las estaciones de Trespaderne y Areta —donde se uniría con el ferrocarril Castejón-Bilbao—.
En línea con esta corriente de pensamiento, también se ha llegado a achacar la paralización de las obras en 1959 a posibles presiones que el gobierno de Franco habría recibido por parte de los técnicos que veían en este ferrocarril una competencia innecesaria para el puerto de Bilbao en beneficio del de Santander. Sin embargo, en opinión de los historiadores Juanjo Olaizola y Francisco de los Cobos Arteaga, «[...] si el Santander-Mediterráneo no se finalizó nunca fue debido a que, cuando se debía concluir el tramo final entre Yera y Sarón, había pasado el tiempo del ferrocarril. En la mentalidad de los años sesenta, ante el empuje de la carretera, era un absurdo construir un kilómetro más de ferrocarril».

## Galería

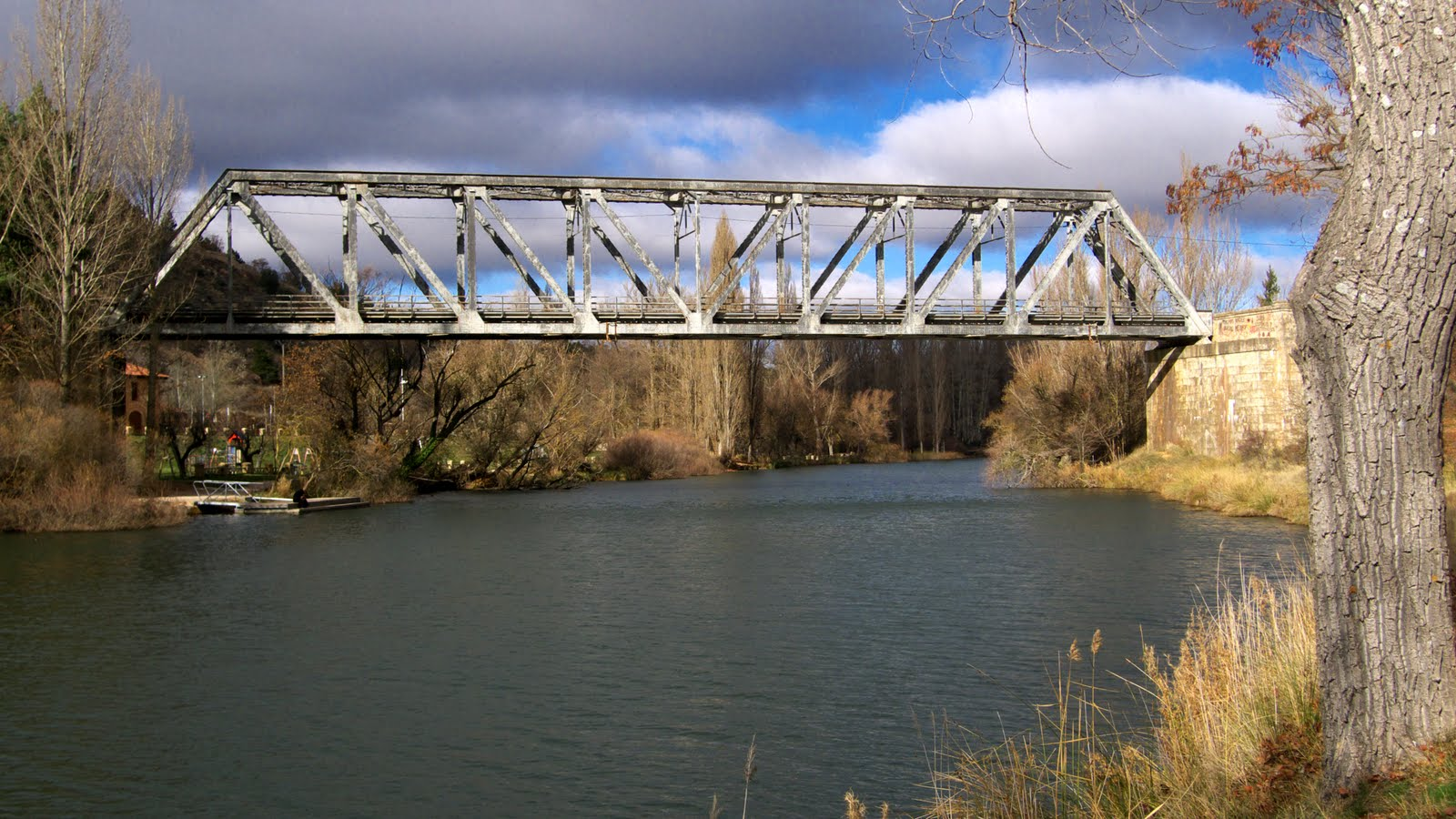
El Puente de Hierro de Soria, en 2011.
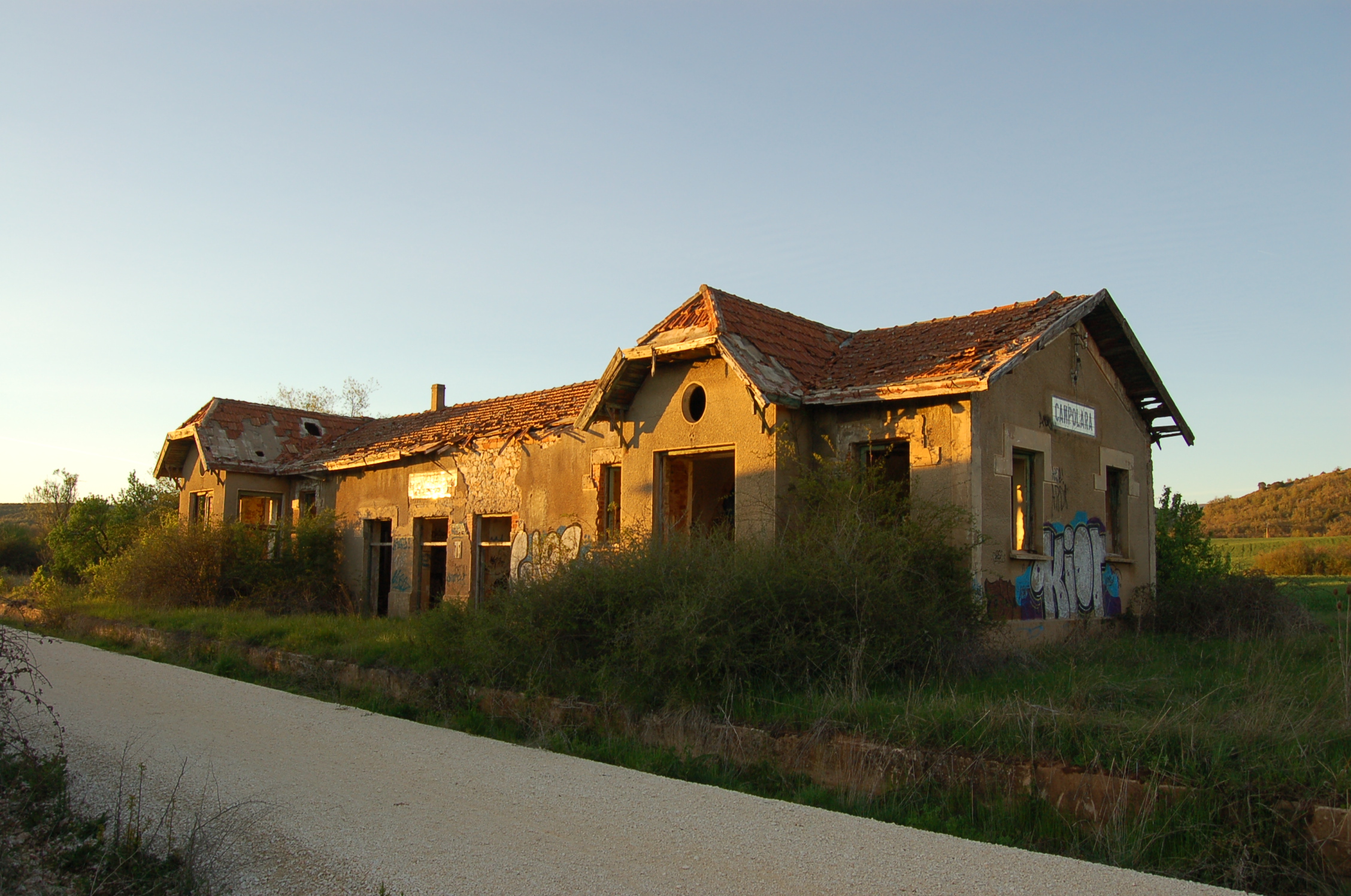
La estación de Campolara, en 2019.
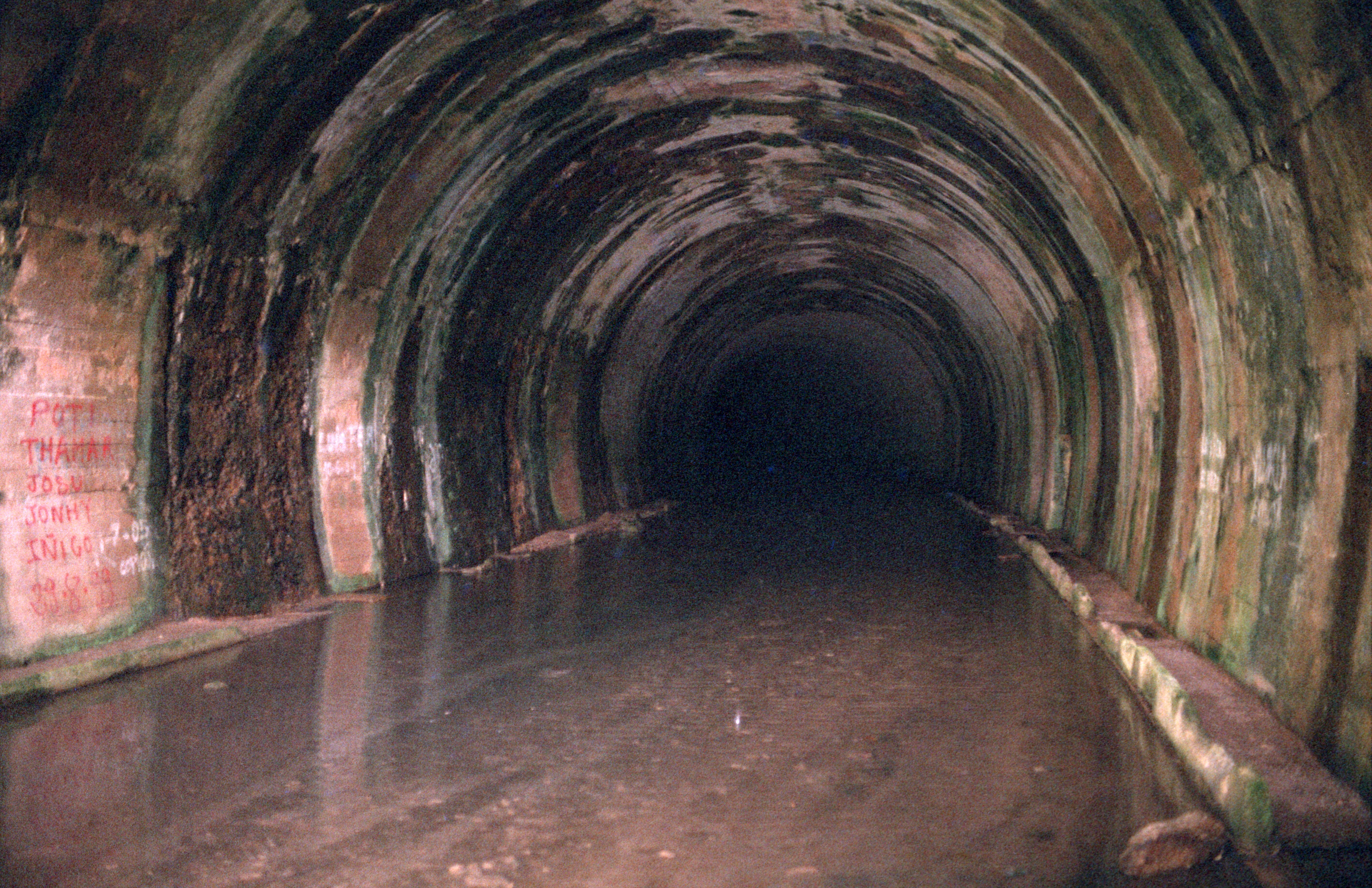
Vista interior del túnel de La Engaña.
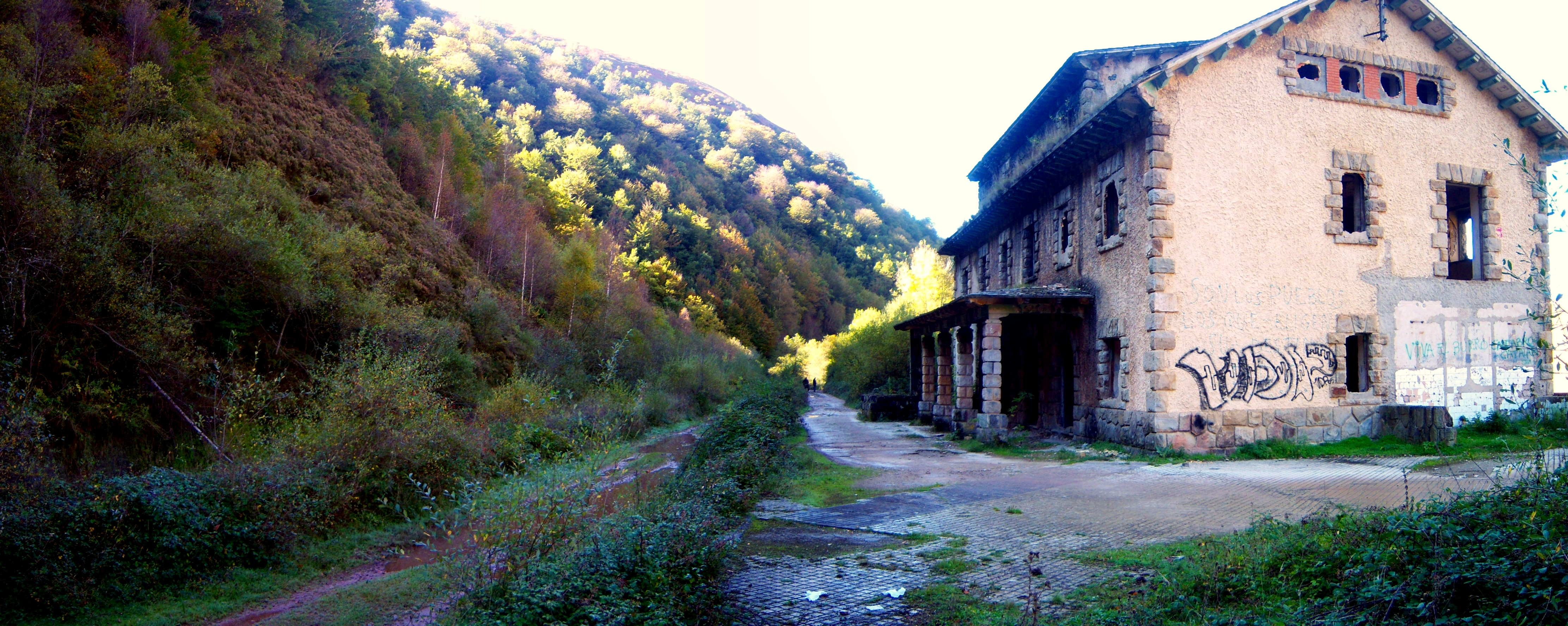
La estación de Yera, situada en el tramo cántabro.